# Fontès
Pour l’homme politique, voir Georges Fontès.
Fontès [fɔ̃tɛs] (en occitan Fontés [fun.'tes]) est une commune française située dans le centre du département de l'Hérault, en région Occitanie.
Exposée à un climat méditerranéen, elle est drainée par la Boyne, le ruisseau de Merdols et par divers autres petits cours d'eau. La commune possède un patrimoine naturel remarquable : un site Natura 2000 (« le Salagou ») et deux zones naturelles d'intérêt écologique, faunistique et floristique.
Fontès est une commune rurale qui compte 1 059 habitants en 2022.  Ses habitants sont appelés les Fontésols et Fontésoles.

## Géographie

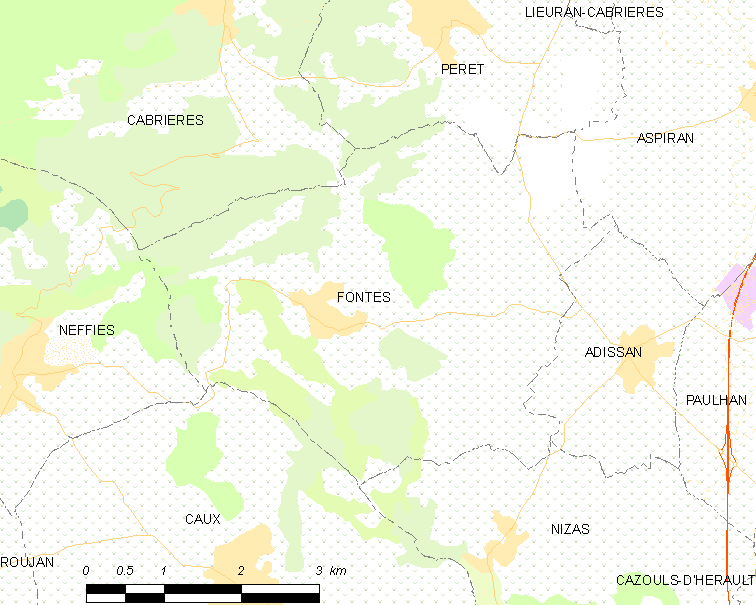
Carte.

- Fontès est un village situé en marge de la vallée de l’Hérault, arrosé par sa rivière « La Boyne » et gardé, à l'est, par son volcan « Le Céressou » (altitude de 207 m) ;
- Fontès se trouve à environ 6 km de l'autoroute  A75  sortie Adissan-Paulhan, à 12 km de Pézenas et de Clermont-l'Hérault.

### Communes limitrophes
| Cabrières | Péret  | Aspiran |
| Neffiès   | Fontès | Adissan |
| Caux      |        | Nizas   |

### Climat
Pour des articles plus généraux, voir Climat de l'Occitanie et Climat de l'Hérault.
En 2010, le climat de la commune est de type climat méditerranéen franc, selon une étude s'appuyant sur une série de données couvrant la période 1971-2000. En 2020, Météo-France publie une typologie des climats de la France métropolitaine dans laquelle la commune est exposée à un climat méditerranéen et est dans la région climatique Provence, Languedoc-Roussillon, caractérisée par une pluviométrie faible en été, un très bon ensoleillement (2 600 h/an), un été chaud (21,5 °C), un air très sec en été, sec en toutes saisons, des vents forts (fréquence de 40 à 50 % de vents > 5 m/s) et peu de brouillards.
Pour la période 1971-2000, la température annuelle moyenne est de 14,5 °C, avec une amplitude thermique annuelle de 16,1 °C. Le cumul annuel moyen de précipitations est de 734 mm, avec 6,4 jours de précipitations en janvier et 2,6 jours en juillet. Pour la période 1991-2020, la température moyenne annuelle observée sur la station météorologique la plus proche, située sur la commune de Roujan à 7 km à vol d'oiseau, est de 14,7 °C et le cumul annuel moyen de précipitations est de 577,8 mm,. Pour l'avenir, les paramètres climatiques de la commune estimés pour 2050 selon différents scénarios d'émission de gaz à effet de serre sont consultables sur un site dédié publié par Météo-France en novembre 2022.

### Milieux naturels et biodiversité

#### Réseau Natura 2000

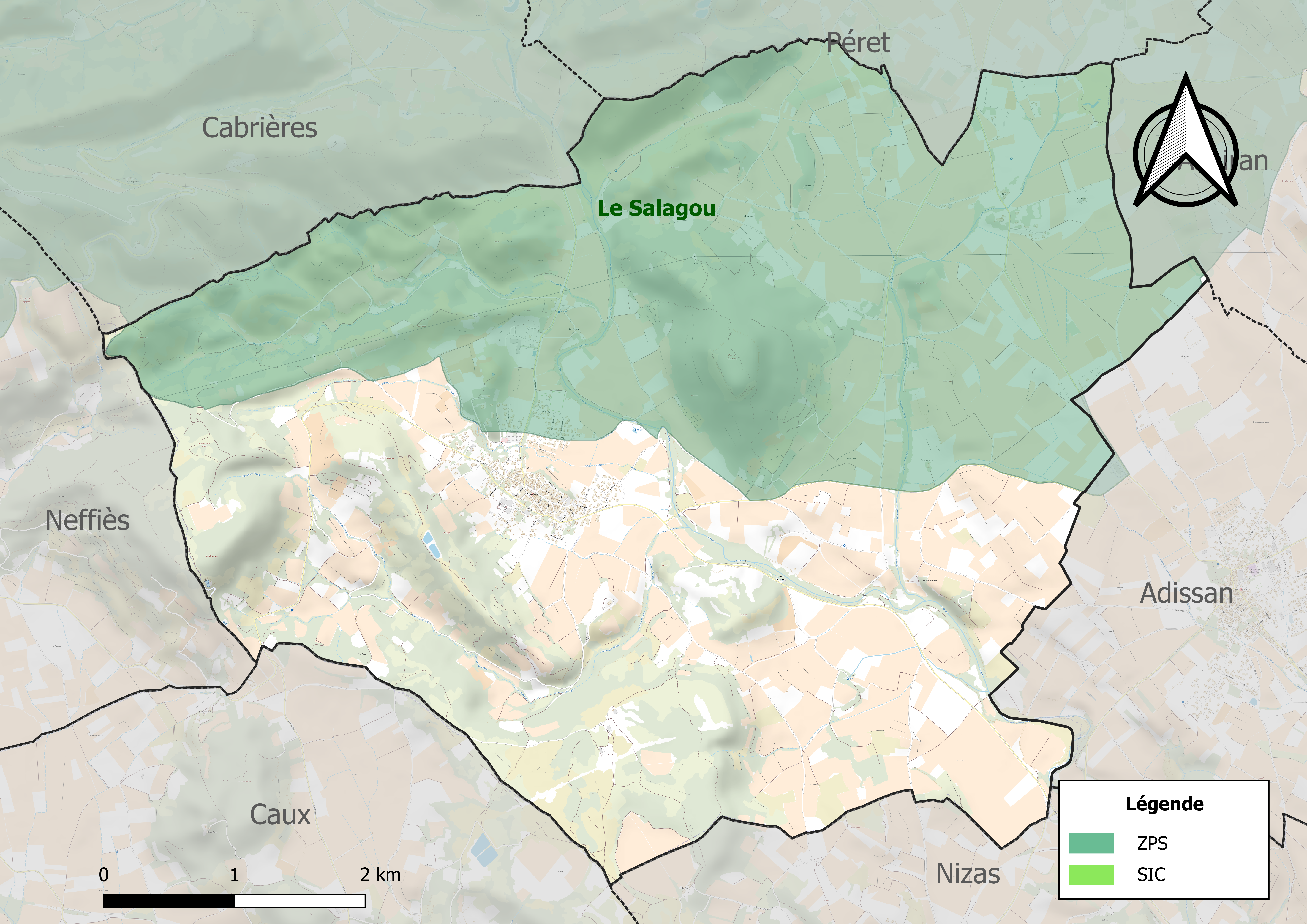
Sites Natura 2000 sur le territoire communal.

Le réseau Natura 2000 est un réseau écologique européen de sites naturels d'intérêt écologique élaboré à partir des directives habitats et oiseaux, constitué de zones spéciales de conservation (ZSC) et de zones de protection spéciale (ZPS).
Un site Natura 2000 a été défini sur la commune au titre  de la directive oiseaux :, effectuant la transition entre la plaine languedocienne et les premiers contreforts de la montagne Noire et du Larzac. Outre l'aigle de Bonelli, trois autres espèces d'oiseaux ont également été prises en compte dans la délimitation de la ZPS, l'Outarde canepetière, le Blongios nain et le Busard cendré, d'une superficie de 12 794 ha, effectuant la transition entre la plaine languedocienne et les premiers contreforts de la montagne Noire et du Larzac. Outre l'aigle de Bonelli, trois autres espèces d'oiseaux ont également été prises en compte dans la délimitation de la ZPS, l'Outarde canepetière, le Blongios nain et le Busard cendré.

#### Zones naturelles d'intérêt écologique, faunistique et floristique
L’inventaire des zones naturelles d'intérêt écologique, faunistique et floristique (ZNIEFF) a pour objectif de réaliser une couverture des zones les plus intéressantes sur le plan écologique, essentiellement dans la perspective d’améliorer la connaissance du patrimoine naturel national et de fournir aux différents décideurs un outil d’aide à la prise en compte de l’environnement dans l’aménagement du territoire.
Une ZNIEFF de type 1 est recensée sur la commune :
le « plateau basaltique de Caux et de Nizas » (345 ha), couvrant 4 communes du département et une ZNIEFF de type 2, : 
le « massif de Mourèze et la plaine agricole et garrigues de Péret » (8 126 ha), couvrant 13 communes du département.

Carte des ZNIEFF de type 1 et 2 à Fontès.
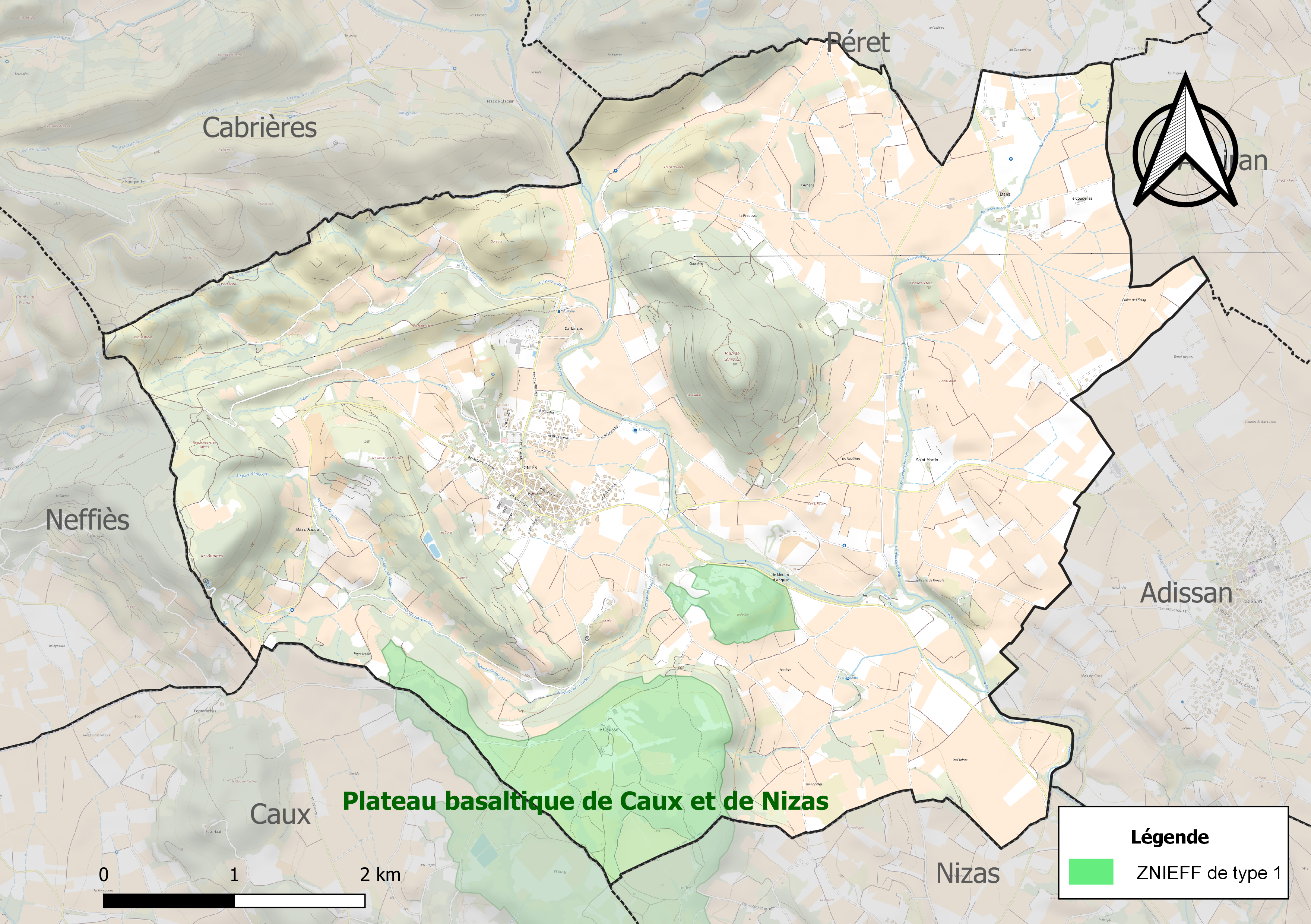
Carte de la ZNIEFF de type 1 sur la commune.
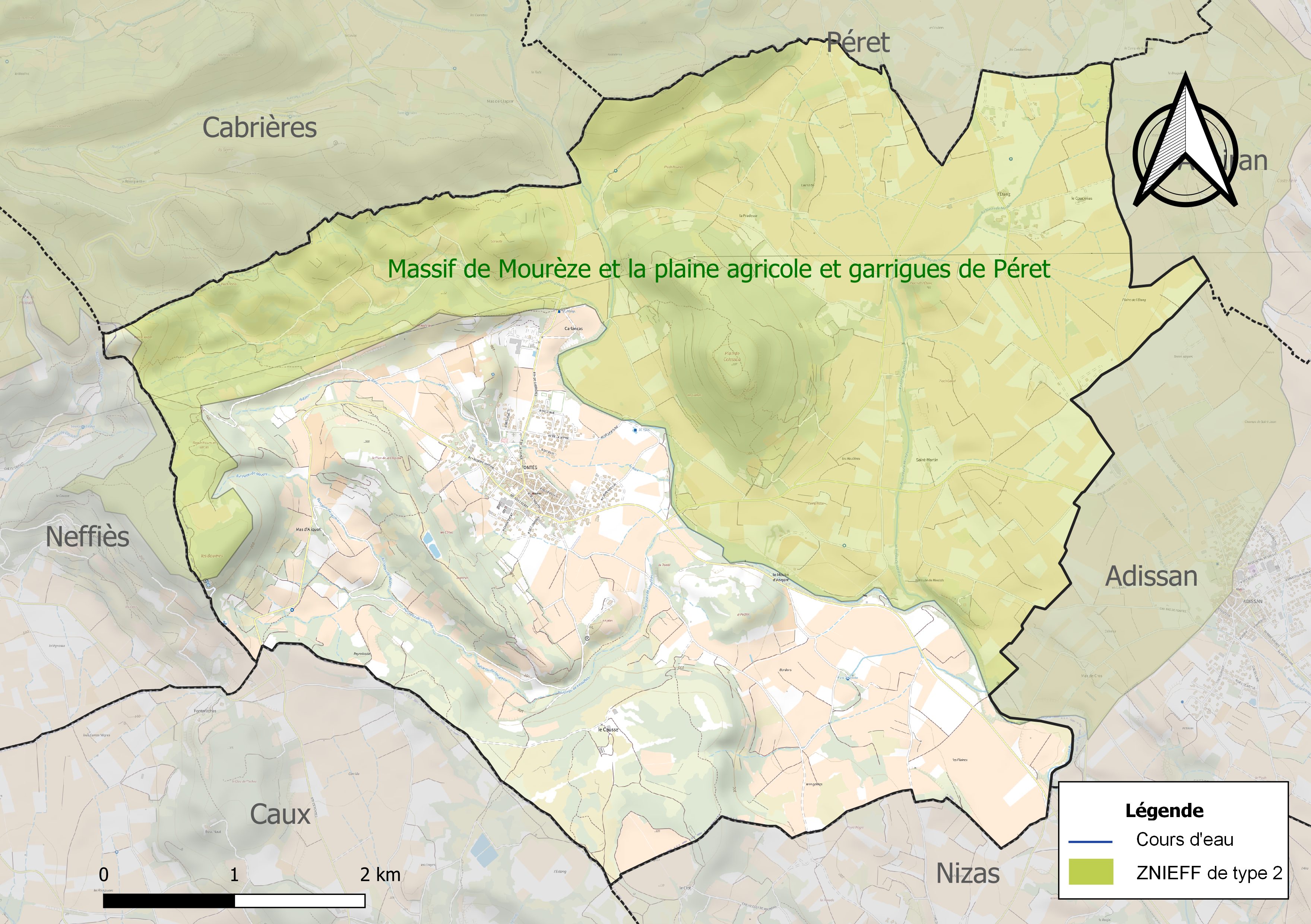
Carte de la ZNIEFF de type 2 sur la commune.

## Urbanisme

### Typologie
Au 1er janvier 2024, Fontès est catégorisée bourg rural, selon la nouvelle grille communale de densité à sept niveaux définie par l'Insee en 2022.
Elle est située hors unité urbaine et hors attraction des villes,.

### Occupation des sols
L'occupation des sols de la commune, telle qu'elle ressort de la base de données européenne d’occupation biophysique des sols Corine Land Cover (CLC), est marquée par l'importance des territoires agricoles (63,3 % en 2018), une proportion sensiblement équivalente à celle de 1990 (63,7 %). La répartition détaillée en 2018 est la suivante : 
cultures permanentes (59,6 %), milieux à végétation arbustive et/ou herbacée (27,6 %), forêts (6,7 %), zones agricoles hétérogènes (3,8 %), zones urbanisées (2,4 %). L'évolution de l’occupation des sols de la commune et de ses infrastructures peut être observée sur les différentes représentations cartographiques du territoire : la carte de Cassini (XVIIIe siècle), la carte d'état-major (1820-1866) et les cartes ou photos aériennes de l'IGN pour la période actuelle (1950 à aujourd'hui).

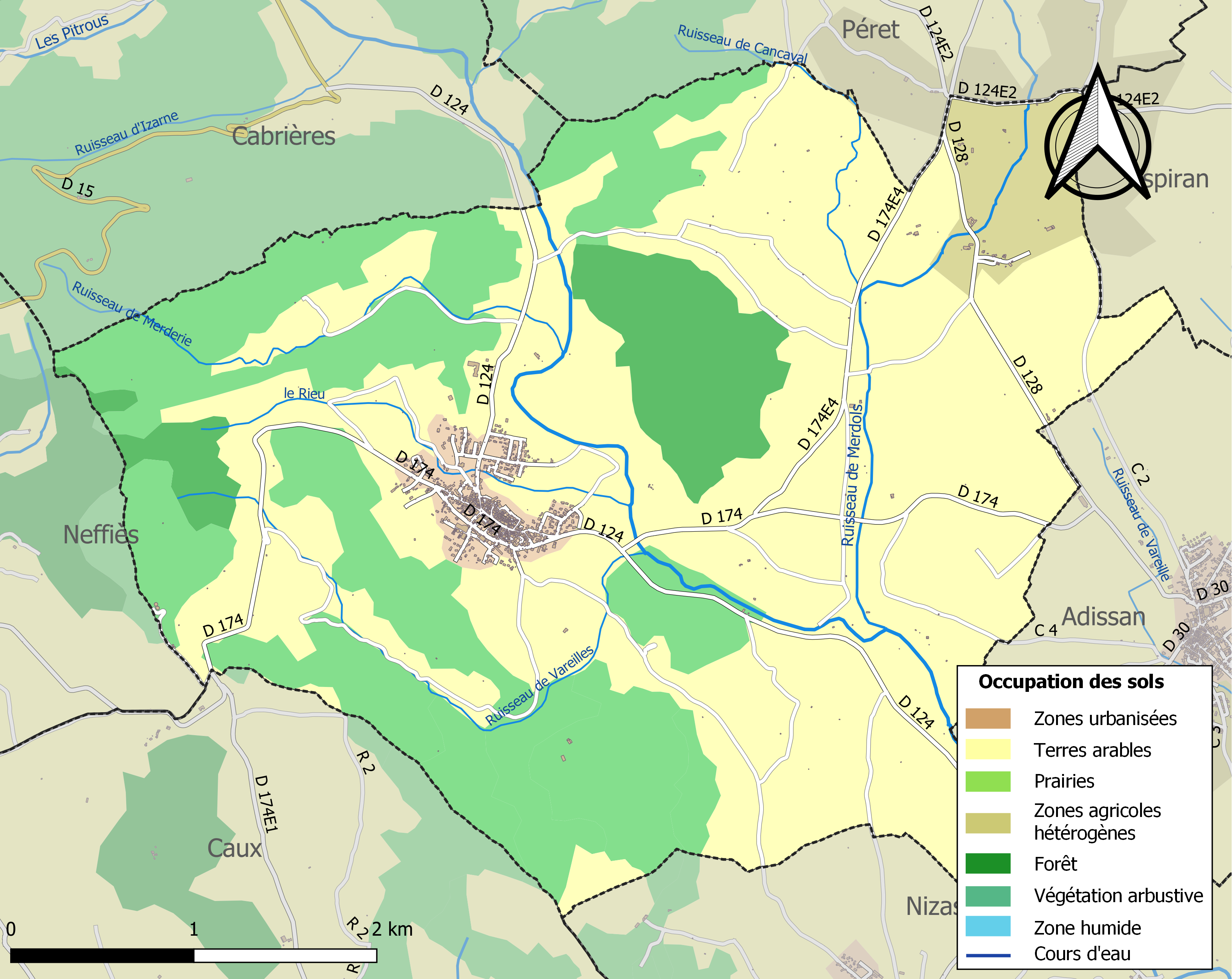
Carte des infrastructures et de l'occupation des sols de la commune en 2018 (CLC).

### Risques majeurs
Le territoire de la commune de Fontès est vulnérable à différents aléas naturels : météorologiques (tempête, orage, neige, grand froid, canicule ou sécheresse), inondations, feux de forêts et séisme (sismicité faible). Il est également exposé à un risque technologique,  le transport de matières dangereuses, et à un risque particulier : le risque de radon. Un site publié par le BRGM permet d'évaluer simplement et rapidement les risques d'un bien localisé soit par son adresse soit par le numéro de sa parcelle.

#### Risques naturels
Certaines parties du territoire communal sont susceptibles d’être affectées par le risque d’inondation par débordement de cours d'eau, notamment la Boyne. La commune a été reconnue en état de catastrophe naturelle au titre des dommages causés par les inondations et coulées de boue survenues en 1982, 1986, 1996, 1997, 2016 et 2019,.
Fontès est exposée au risque de feu de forêt. Un plan départemental de protection des forêts contre les incendies (PDPFCI) a été approuvé en juin 2013 et court jusqu'en 2022, où il doit être renouvelé. Les mesures individuelles de prévention contre les incendies sont précisées par deux arrêtés préfectoraux et s’appliquent dans les zones exposées aux incendies de forêt et à moins de 200 mètres de celles-ci. L’arrêté du 25 avril 2002 réglemente l'emploi du feu en interdisant notamment d’apporter du feu, de fumer et de jeter des mégots de cigarette dans les espaces sensibles et sur les voies qui les traversent sous peine de sanctions. L'arrêté du 11 mars 2013 rend le débroussaillement obligatoire, incombant au propriétaire ou ayant droit,.

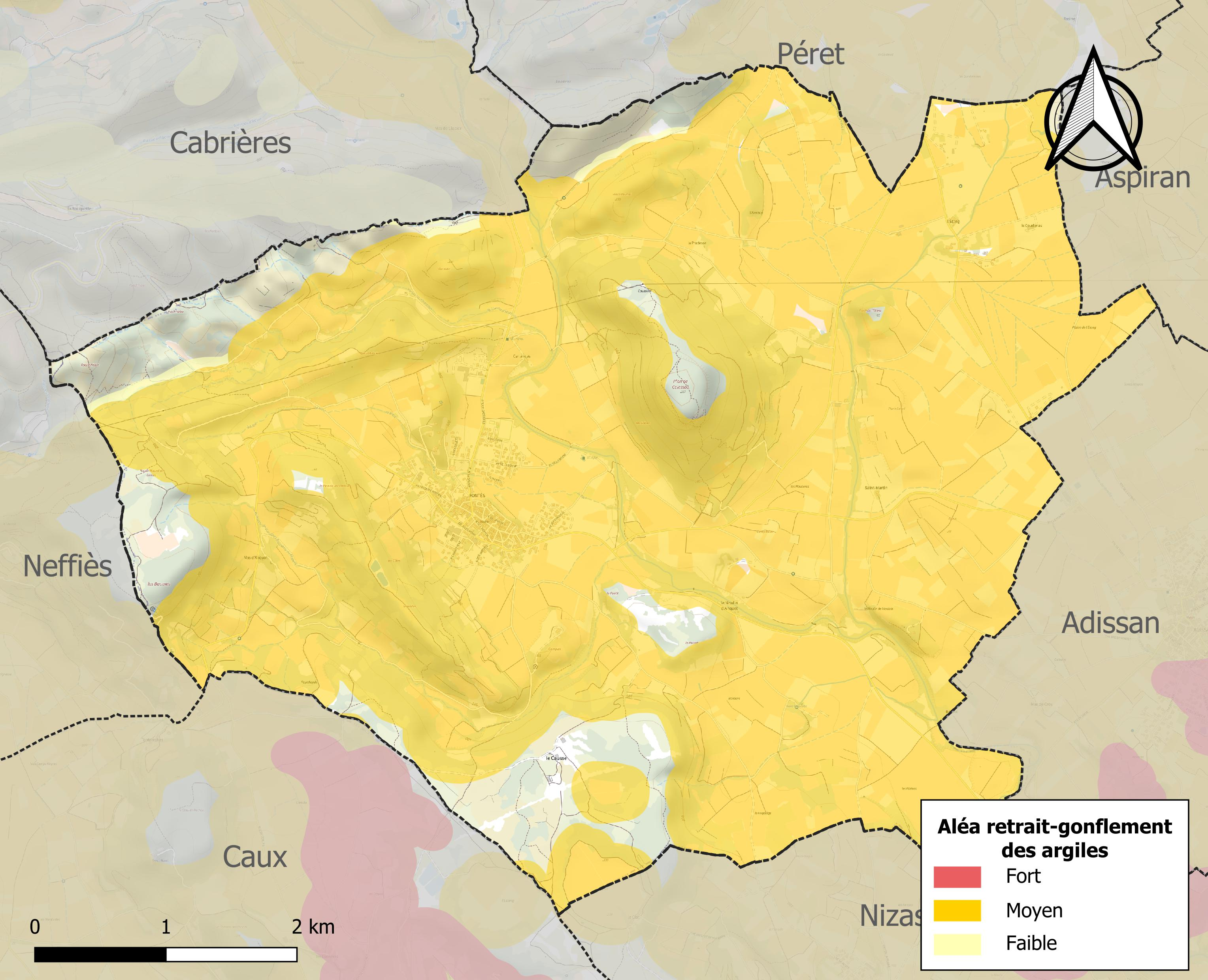
Carte des zones d'aléa retrait-gonflement des sols argileux de Fontès.

Le retrait-gonflement des sols argileux est susceptible d'engendrer des dommages importants aux bâtiments en cas d’alternance de périodes de sécheresse et de pluie. 88,7 % de la superficie communale est en aléa moyen ou fort (59,3 % au niveau départemental et 48,5 % au niveau national). Sur les 544 bâtiments dénombrés sur la commune en 2019, 540 sont en aléa moyen ou fort, soit 99 %, à comparer aux 85 % au niveau départemental et 54 % au niveau national. Une cartographie de l'exposition du territoire national au retrait gonflement des sols argileux est disponible sur le site du BRGM,.
Par ailleurs, afin de mieux appréhender le risque d’affaissement de terrain, l'inventaire national des cavités souterraines permet de localiser celles situées sur la commune.

#### Risques technologiques
Le risque de transport de matières dangereuses sur la commune est lié à sa traversée par des infrastructures routières ou ferroviaires importantes ou la présence d'une canalisation de transport d'hydrocarbures. Un accident se produisant sur de telles infrastructures est susceptible d’avoir des effets graves sur les biens, les personnes ou l'environnement, selon la nature du matériau transporté. Des dispositions d’urbanisme peuvent être préconisées en conséquence.

#### Risque particulier
Dans plusieurs parties du territoire national, le radon, accumulé dans certains logements ou autres locaux, peut constituer une source significative d’exposition de la population aux rayonnements ionisants. Certaines communes du département sont concernées par le risque radon à un niveau plus ou moins élevé. Selon la classification de 2018, la commune de Fontès est classée en zone 3, à savoir zone à potentiel radon significatif.

## Histoire

### Antiquité
Le site de Fontès est occupé depuis l'époque romaine. Des fouilles archéologiques ont mis au jour l'emplacement d'une ancienne garnison romaine sur le site du Céressou.

### Moyen Âge
Le village devint une place fortifiée pendant la période du Moyen Âge. Fontès fut le théâtre de conflits avec les cathares installés à 6 km de là sur la commune de Cabrières, dont une bataille fameuse, lors de la croisade des albigeois, endommagea les remparts ouest en y formant une brèche, aujourd'hui à l'emplacement de cette ouverture existe une rue qui en rappelle le souvenir : la rue de la Brèche. Dans la cité, existait une chapelle, appelée la chapelle des Pénitents ainsi qu'une église Saint-Hyppolite au VIe siècle. L'église servit pendant plusieurs siècles, à la fois de lieu de culte et de réunion du conseil général (ex-conseil municipal sous l'Ancien Régime). Au XIIIe siècle est construite une autre église à l'extérieur des remparts qui devint l'église Saint-Hippolyte et l'ancienne devint l'église Saint-Jean. Cette nouvelle église fut édifiée sur un monastère comme en témoigne le contrefort à droite du porche. Elle avait pour but de permettre l'accueil de populations environnantes se réfugiant à Fontes persécutées par les cathares, mais aussi une démographie croissante depuis la fin du XIIe siècle.

### Temps modernes
À partir du XVIe siècle, la chapelle des Pénitents fut désaffectée et ne servit plus que pour le conseil général et ce jusqu'à la Révolution. À la période de la Renaissance, le château fut transformé.

### Révolution française
À la Révolution, le château est divisé en lots et vendu comme bien national, il n'en reste significativement aujourd'hui qu'une tour, mais les perspectives donnent une idée de ce qu'était le village fortifié. Les citoyens de la commune se réunissent au sein de la société révolutionnaire à partir de 1791, baptisée « société des sans-culottes » en frimaire an II.
Une boulangerie communale est construite en 1794 sous le porche de l’église comme l'indique l'écriteau de la porte de la boulangerie. Il reste encore à l'intérieur des peintures encore jamais présentées au public. À partir de la Révolution, le conseil général devient le conseil municipal et est transféré, tout comme le presbytère, à l'ancien hospital, qui était un hospice pour accueillir les miséreux. Cet hôpital était situé là où est élevé le monument aux morts et la médiathèque communale. Une ruelle garde encore la marque de l'Hospital : la rue de l'Hospitalet. D'ailleurs dans cette rue, à 30 mètres de l'hôpital, existait une prison communale, située sous le salon de coiffure Marianne.

### Époque contemporaine

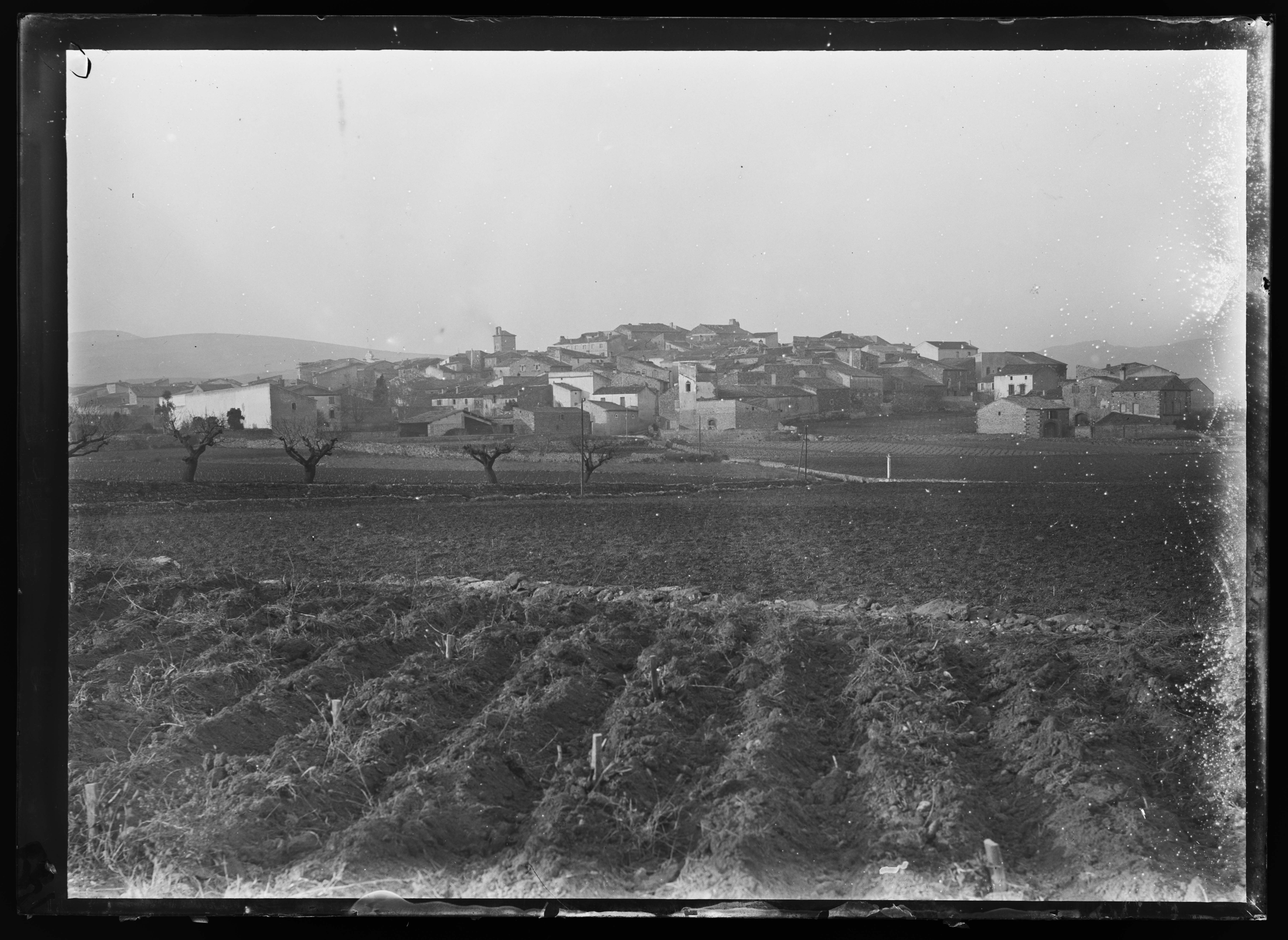
Photographie de Fontès, vue générale (1890-1929).

De 1895 à 1906 sont engagés de lourds travaux d'urbanisme par la municipalité d'Adrien Ferret. L'hôpital est démoli, la rue du Presbytère, qui permettait d'accéder au centre-ville, laisse place au boulevard de la République. Les quais qui permettaient les livraisons de marchandises dans le centre-ville sont démolis. Est élevée une nouvelle mairie sur la place du village, elle est inaugurée en 1903 ; sa façade est un hommage à la République. La mairie accueille aussi les PTT qui seront déplacés plus tard à côté du monument aux morts.
En 1897 est construite l'école des garçons, esplanade du château et en 1903 l'école des filles boulevard Jules-Ferry. Il ne reste que l'école des filles encore en service, l'école des garçons sert de maison de la culture. À leur construction, ces écoles républicaines entrent en concurrence avec l'école religieuse rue du Couvent qui fermera en 1905 et qui entrera dans le patrimoine communal. Elle rouvrira à partir des années 1990. Il y a actuellement trois classes (quatre encore la rentrée dernière) de la maternelle au CM2. Le presbytère se trouvait au départ à proximité de la chapelle des Pénitents, dont il reste la rue du Capelan-Mort. L'histoire raconte que le prêtre qui officiait à Fontes serait mort au presbytère.
À la Révolution, le presbytère occupe les locaux de l'ancien hôpital avec la mairie, puis est déplacé dans les années 1910 à côté de l'école du couvent, le prêtre y est le locataire et la mairie le propriétaire. Le loyer étant trop cher, le père Canitrot fit construire en pleine guerre de 1914-1918, un autre presbytère rue du Couvent, à 5 mètres de l'ancien.
En 1934, une coopérative viticole est créée boulevard Jules-Ferry, face à l'école des filles. Se trouvant trop petite, une autre fut construite de l'autre côté du boulevard Jules-Ferry. Fonctionnant encore aujourd'hui, elle regroupe les coopérateurs de Fontès et de Nizas. Son rosé Saint-Hippolyte est primé depuis six ans au concours agricole de Paris et depuis deux ans au mondial du rosé.

## Politique et administration
| Période | Période  | Identité              | Étiquette | Qualité          |
| ------- | -------- | --------------------- | --------- | ---------------- |
| 1792    | 1793     | Charles Alquier       |           |                  |
| 1793    | 1796     | Jean Paul Pradier     |           |                  |
| 1796    | 1798     | Jean Clary            |           |                  |
| 1798    | 1800     | Jean Jacques Michel   |           |                  |
| 1800    | 1808     | Jean Clary            |           |                  |
| 1808    | 1815     | Jean Pierre Sabatier  |           |                  |
| 1815    | 1823     | Xavier Pradier        |           |                  |
| 1823    | 1830     | Claude Bessière       |           |                  |
| 1830    | 1832     | Adolphe Sabatier      |           |                  |
| 1832    | 1837     | Jean Pascal Aliquot   |           |                  |
| 1837    | 1840     | Jean Charles Garel    |           |                  |
| 1840    | 1846     | Jean Pierre Soulignac |           |                  |
| 1846    | 1848     | Jean Paillasse        |           |                  |
| 1848    | 1853     | Joseph Gouzin         |           |                  |
| 1853    | 1870     | Gustave Bessière      |           |                  |
| 1870    | 1871     | Nicétas Michel        |           |                  |
| 1871    | 1876     | Hippolyte Bezombes    |           |                  |
| 1876    | 1876     | Martial Martin        |           |                  |
| 1876    | 1878     | Clément Vailhe        |           |                  |
| 1878    | 1879     | Nicétas Michel        |           |                  |
| 1879    | 1887     | Gustave Bessière      |           |                  |
| 1887    | 1890     | Antoine Bayrou        |           |                  |
| 1890    | 1896     | Paul Michel           |           |                  |
| 1896    | 1912     | Adrien Ferret         |           |                  |
| 1912    | 1914     | Henri Cavallier       |           |                  |
| 1914    | 1919     | Marceau Castan        |           |                  |
| 1919    | 1922     | Henri Cavallier       |           |                  |
| 1922    | 1925     | Edmond Montagnol      |           |                  |
| 1925    | 1928     | Edmond Aliquot        |           |                  |
| 1928    | 1947     | Aristide Saudadier    |           |                  |
| 1947    | 1958     | Marc Ferret           |           |                  |
| 1958    | 1995     | André Espitalier      |           |                  |
| 1995    | En cours | Olivier Brun          | SE        | Agent immobilier |

## Démographie
Au dernier recensement, la commune comptait 1059 habitants.
| 1793 | 1800 | 1806 | 1821 | 1831  | 1836 | 1841 | 1846 | 1851 |
| ---- | ---- | ---- | ---- | ----- | ---- | ---- | ---- | ---- |
| 749  | 822  | 893  | 998  | 1 004 | 969  | 977  | 947  | 936  |

| 1856 | 1861 | 1866  | 1872 | 1876  | 1881 | 1886 | 1891 | 1896 |
| ---- | ---- | ----- | ---- | ----- | ---- | ---- | ---- | ---- |
| 982  | 996  | 1 010 | 975  | 1 025 | 887  | 813  | 823  | 901  |

| 1901  | 1906  | 1911 | 1921 | 1926 | 1931 | 1936 | 1946 | 1954 |
| ----- | ----- | ---- | ---- | ---- | ---- | ---- | ---- | ---- |
| 1 052 | 1 005 | 965  | 953  | 993  | 937  | 905  | 827  | 834  |

| 1962 | 1968 | 1975 | 1982 | 1990 | 1999 | 2005 | 2006 | 2010 |
| ---- | ---- | ---- | ---- | ---- | ---- | ---- | ---- | ---- |
| 809  | 802  | 726  | 750  | 797  | 788  | 866  | 875  | 955  |

| 2015  | 2020  | 2022  | - | - | - | - | - | - |
| ----- | ----- | ----- | - | - | - | - | - | - |
| 1 000 | 1 052 | 1 059 | - | - | - | - | - | - |

## Économie

### Revenus
En 2018, la commune compte 452 ménages fiscaux, regroupant 948 personnes. La médiane du revenu disponible par unité de consommation est de 20 200 € (20 330 € dans le département).

### Emploi
|                | 2008   | 2013   | 2018  |
| -------------- | ------ | ------ | ----- |
| Commune        | 7,8 %  | 12,2 % | 8,8 % |
| Département    | 10,1 % | 11,9 % | 12 %  |
| France entière | 8,3 %  | 10 %   | 10 %  |

En 2018, la population âgée de 15 à 64 ans s'élève à 549 personnes, parmi lesquelles on compte 76,9 % d'actifs (68,1 % ayant un emploi et 8,8 % de chômeurs) et 23,1 % d'inactifs,. Depuis 2008, le taux de chômage communal (au sens du recensement) des 15-64 ans est inférieur à celui de la France et du département.
La commune est hors attraction des villes,. Elle compte 209 emplois en 2018, contre 204 en 2013 et 168 en 2008. Le nombre d'actifs ayant un emploi résidant dans la commune est de 378, soit un indicateur de concentration d'emploi de 55,2 % et un taux d'activité parmi les 15 ans ou plus de 48,8 %.
Sur ces 378 actifs de 15 ans ou plus ayant un emploi, 114 travaillent dans la commune, soit 30 % des habitants. Pour se rendre au travail, 83 % des habitants utilisent un véhicule personnel ou de fonction à quatre roues, 0,8 % les transports en commun, 7,6 % s'y rendent en deux-roues, à vélo ou à pied et 8,6 % n'ont pas besoin de transport (travail au domicile).

### Activités hors agriculture

#### Secteurs d'activités
91 établissements sont implantés  à Fontès au 31 décembre 2019. Le tableau ci-dessous en détaille le nombre par secteur d'activité et compare les ratios avec ceux du département,.
| Secteur d'activité                                                                                        | Commune | Commune | Département |
| Secteur d'activité                                                                                        | Nombre  | %       | %           |
| --- | ------- | ------- | ----------- |
| Ensemble                                                                                                  | 91      | 100 %   | (100 %)     |
| Industrie manufacturière, industries extractives et autres                                                | 4       | 4,4 %   | (6,7 %)     |
| Construction                                                                                              | 16      | 17,6 %  | (14,1 %)    |
| Commerce de gros et de détail, transports, hébergement et restauration                                    | 22      | 24,2 %  | (28 %)      |
| Information et communication                                                                              | 2       | 2,2 %   | (3,3 %)     |
| Activités financières et d'assurance                                                                      | 2       | 2,2 %   | (3,2 %)     |
| Activités immobilières                                                                                    | 6       | 6,6 %   | (5,3 %)     |
| Activités spécialisées, scientifiques et techniques et activités de services administratifs et de soutien | 12      | 13,2 %  | (17,1 %)    |
| Administration publique, enseignement, santé humaine et action sociale                                    | 16      | 17,6 %  | (14,2 %)    |
| Autres activités de services                                                                              | 11      | 12,1 %  | (8,1 %)     |

Le secteur du commerce de gros et de détail, des transports, de l'hébergement et de la restauration est prépondérant sur la commune puisqu'il représente 24,2 % du nombre total d'établissements de la commune (22 sur les 91 entreprises implantées  à Fontès), contre 28 % au niveau départemental.

#### Entreprises et commerces
Les trois entreprises ayant leur siège social sur le territoire communal qui génèrent le plus de chiffre d'affaires en 2020 sont : 
- Brissart, terrains de camping et parcs pour caravanes ou véhicules de loisirs (295 k€)
- SARL ECCS, travaux d'installation d'équipements thermiques et de climatisation (265 k€)
- Hugot, terrains de camping et parcs pour caravanes ou véhicules de loisirs (225 k€)

### Agriculture
La commune est dans la « Plaine viticole », une petite région agricole occupant la bande côtière du département de l'Hérault. En 2020, l'orientation technico-économique de l'agriculture  sur la commune est la viticulture.
|               | 1988 | 2000 | 2010 | 2020 |
| ------------- | ---- | ---- | ---- | ---- |
| Exploitations | 134  | 88   | 63   | 60   |
| SAU (ha)      | 736  | 541  | 757  | 805  |

Le nombre d'exploitations agricoles en activité et ayant leur siège dans la commune est passé de 134 lors du recensement agricole de 1988  à 88 en 2000 puis à 63 en 2010 et enfin à 60 en 2020, soit une baisse de 55 % en 32 ans. Le même mouvement est observé à l'échelle du département qui a perdu pendant cette période 67 % de ses exploitations,. La surface agricole utilisée sur la commune a quant à elle augmenté, passant de 736 ha en 1988 à 805 ha en 2020. Parallèlement la surface agricole utilisée moyenne par exploitation a augmenté, passant de 5 à 13 ha.

## Culture locale et patrimoine
- de nombreux services sont à la disposition de la population : un médecin, une pharmacie, une kinésithérapeute, des infirmières, un notaire, une boulangerie, une épicerie, un bar, une boutique journaux-tabac, une boucherie, deux salons de coiffure, une agence immobilière et l'ouverture prochaine d'un restaurant ;
- une maison de retraite fondée par les sœurs de la Providence de Mende a été reconstruite. Elle a ouvert le 2 avril 2013. Elle peut héberger 61 résidents. Elle a pris le nom d'EHPAD Jeanne-Delanoue ;
- une médiathèque ainsi que de nombreuses associations culturelles.

### Lieux et monuments

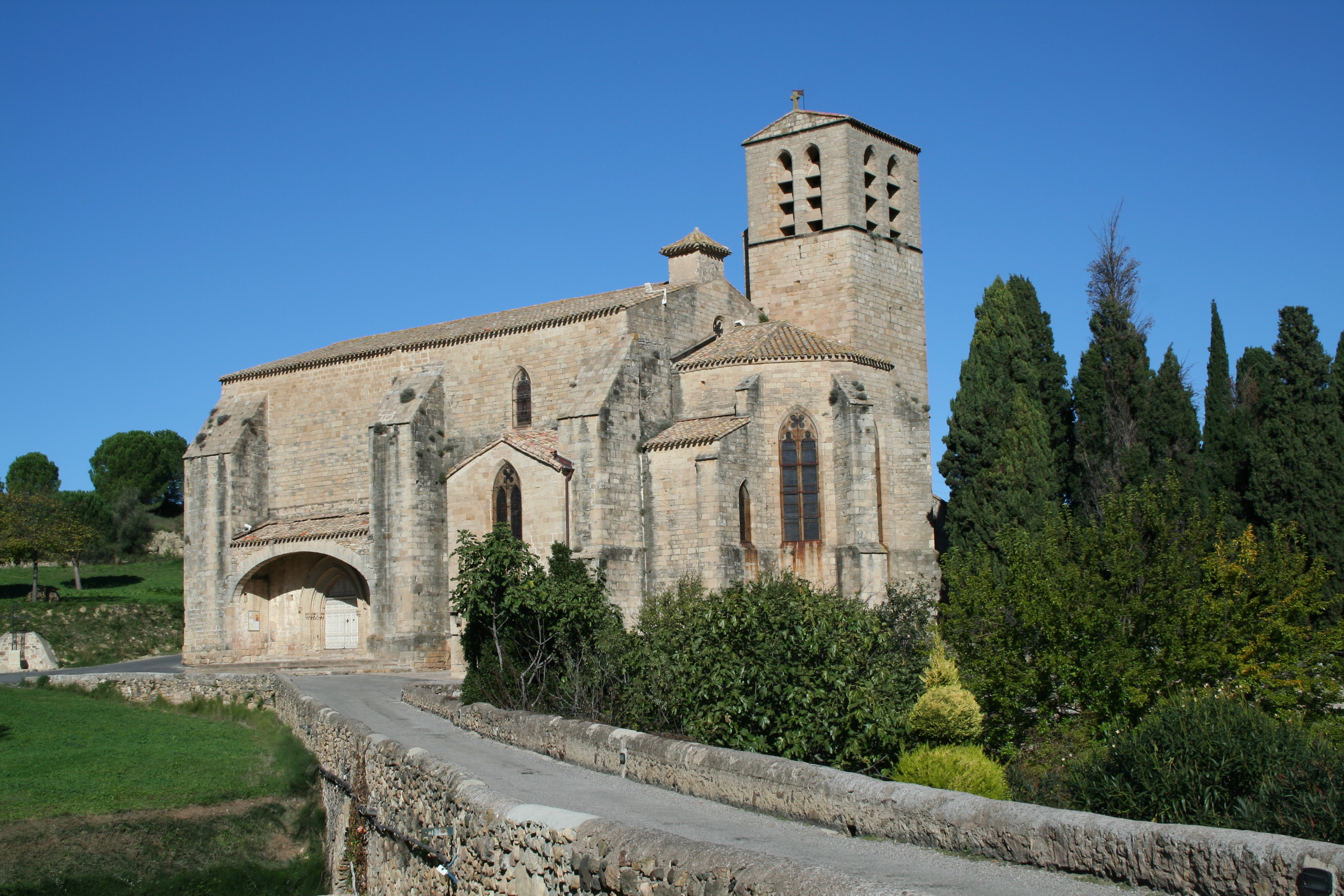
Église Saint-Hippolyte.

- Église Saint-Hippolyte de Fontès, du XIVe siècle, de style gothique[30]. L'édifice a été inscrit au titre des monuments historiques en 1925[31]. Une particularité de l'église est son clocher percé à sa base par une ouverture qui est une des quatre portes donnant accès au château.

### Héraldique
|  | Les armoiries de Fontès se blasonnent ainsi : D'argent, au pairle losangé d'or et de sinople. |

### Personnalités liées à la commune
- Charles Alliès (1903-1988) : directeur du lycée des métiers de Pézenas, homme politique, sénateur de l'Hérault ;
- Arnaud de Vissec de Latude et son épouse Souveraine de Lodève ;

## Fêtes
- fête du Village, le 14 février pour célébrer le saint patron du village, saint Valentin ;
- fête du Vin - Brocante, en juillet ;
- brasucade municipale, le 13 juillet ;
- fête locale, le 15 août avec le feu d'artifice tiré depuis l'église Saint-Hippolyte
- nuit du Rosé, le premier vendredi d'août.